# Khu kinh tế mở Chu Lai

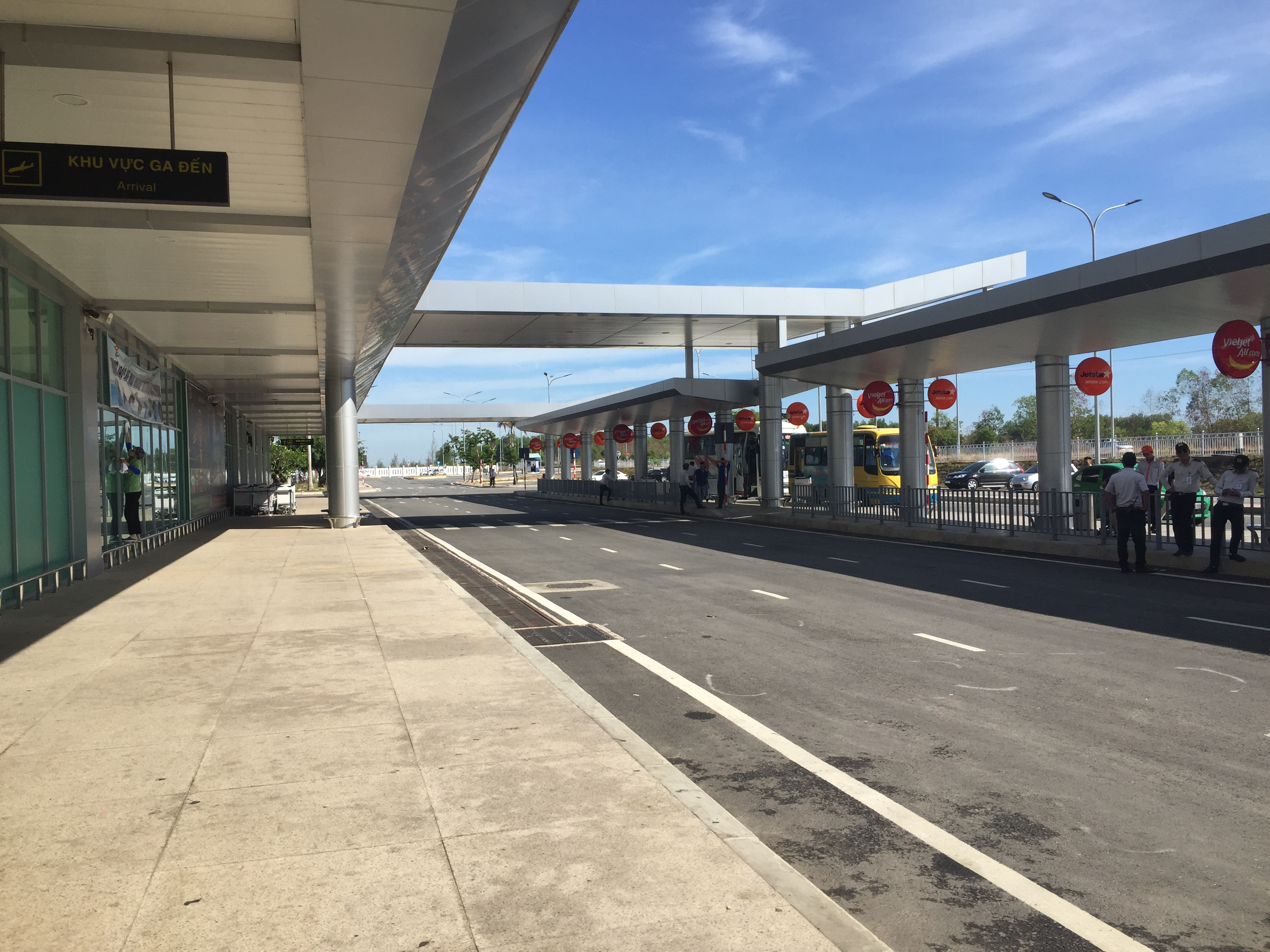
Sân bay Chu Lai

Khu kinh tế mở Chu Lai là một khu kinh tế được thành lập theo Quyết định số 108/2003/QĐ-TTg  ngày 5/6/2003 của Thủ tướng Chính phủ. Khu kinh tế mở Chu Lai thuộc tỉnh Quảng Nam, là một đòn bẩy quan trọng của Vùng kinh tế trọng điểm Trung bộ.
Khu kinh tế mở Chu Lai bao trùm thị trấn Núi Thành, xã Tam Nghĩa (trừ sân bay Chu Lai) và các xã Tam Quang, Tam Hải, Tam Giang, Tam Hòa, Tam Hiệp, Tam Anh, Tam Tiến và Tam Xuân 1 thuộc huyện Núi Thành và các xã Tam Thanh, Tam Phú, Tam Thăng và phường An Phú thuộc thành phố Tam Kỳ. Tọa độ 108°26'16" đến 108°44'04" độ kinh Đông, 15°23'38" đến 15°38'43" độ vỹ Bắc. Phía Đông nhìn ra biển Đông Việt Nam, phía Tây giáp Tam Mỹ và Tam Thanh, phía Nam giáp huyện Bình Sơn (Quảng Ngãi), phía Bắc giáp huyện Thăng Bình (Quảng Nam).
Khu kinh tế mở Chu Lai bao gồm tiểu khu thuế quan và phi thuế quan. Tiểu khu phi thuế quan (hay khu cảng tự do) gắn với cảng Kỳ Hà bao gồm các hoạt động sản xuất hàng xuất khẩu và hàng phục vụ tại chỗ (cả gia công, tác chế), thương mại hàng hóa (bao gồm cả xuất khẩu, nhập khẩu, chuyển khẩu, tam nhập - tái xuất, phân phối, siêu thị bán lẻ), thương mại dịch vụ (phân loại, đóng gói, vận chuyển giao nhận hàng hoá quá cảnh, bảo quản, kho tàng bưu chính, viễn thông, tài chính, ngân hàng, vận tải, bảo hiểm, vui chơi, kho giải trí, nhà hàng ăn uống) xúc tiến thương mại (giới thiệu sản phẩm, hội chợ triển lãm; đặt chi nhánh, văn phòng đại diện của các công ty trong nước và nước ngoài, bao gồm cả các tổ chức tài chính, ngân hàng) và các hoạt động thương mại khác.
Khu thuế quan có các khu công nghiệp, khu chế xuất, khu giải trí đặc biệt, khu dịch vụ, khu dân cư và hành chính.
Khu kinh tế mở Chu Lai nổi tiếng với nhà máy của Trường Hải Auto.